# Colin Edward Arrott Browning
Colin Edward Arrott Browning, britanski general, * 2. september 1899, † 1967.